# Abri du Bois-du-Roc
L'Abri du Bois-du-Roc, ou Abri André Ragout au Bois-du-Roc, est un abri sous roche préhistorique situé dans la commune de Vilhonneur, à 30 km à l'est d'Angoulême, en Charente (France).

## Localisation
L'Abri du Bois-du-Roc, dans la commune de Vilhonneur, est situé au niveau des buttes calcaires qui dominent la rive gauche de la Tardoire, au niveau du bois du Roc, en face de la grotte du Placard. Cet abri est à côté de la grotte du Chasseur, de la grotte des Fades et du Grand Abri.
Il est indiqué sous le nom le Roc Plat sur la carte IGN, et forme une colline boisée isolée située à 200 m au nord du bourg.

## Historique
André Ragout découvre un abri démantelé du côté est du bois du Roc, mais il meurt en 1940 sans avoir commencé les fouilles.
Le site est pillé et vandalisé. Cependant l'étude en 1956 des déblais suffit à montrer l'existence d'au moins trois niveaux : Âge du bronze, Solutréen et Gravettien, dont 99 burins de Noailles,.
Les gisements du bois du Roc, l'abri du Bois-du-Roc et l'abri du Chasseur ont été inscrits au titre des monuments historiques par arrêté du 22 avril 1991.

## Description
L'abri était protégé par un surplomb rocheux qui s'est peu à peu effondré. La voute du fond de l'abri s'est effondrée au cours du Magdalénien.
La couche supérieure comprend de très nombreux os de renne, et des éléments de l'Âge du bronze mélangés à des éléments de la couche sous-jacente datée du Magdalénien ancien. La couche suivante présente des traces de foyers du Solutréen. Elle est séparée par une couche limoneuse d'une couche du Gravettien.

## Objets caractéristiques
Les fouilles ont livré de nombreux tessons de céramique de l'Âge du bronze caractéristiques, d'où leur nom de céramique du Bois-du-Roc. Les objets en céramique sont une fusaïole, un tesson à décor incisé et un fragment de vase à col en pavillon.
Deux foyers sont présents à l'étage Magdalénien, qui est un Magdalénien ancien à raclettes. Les objets sont des burins (112 trouvés lors des fouilles de 1956), des perçoirs (6), des grattoirs (22), des raclettes et des lamelles à bords rabattus, et quelques objets en os dont un pendentif.
Les pointes à cran présentes dans la couche du Solutréen sont les mêmes que celles trouvées dans la grotte du Placard, distante de moins d'un kilomètre. Les matériaux utilisés sont variés : silex, quartz et jaspe.
La couche la plus ancienne inclut des pointes du type de la Gravette, pointes à cran, pointes feuilles de laurier, lamelles à bords abattus, et des burins de Noailles, les plus petites pièces du Paléolithique supérieur, mesurant ici entre 18 mm et 54 mm. Ces burins de Noailles sont en silex et en jaspe pour 21 d'entre eux. Ils sont de divers types : 71 simples sur éclats, 47 doubles, doubles sur éclats, bilatéraux sur lamelles, biterminaux adjacents sur lamelles, biterminaux opposés sur lamelles, 9 triples sur lamelles.
Les parures et autres objets sont une dent percée, un coquillage, une aiguille et des os incisés.